# Festivalbar
El Festivalbar fue un concurso de canción italiano que tenía lugar en las más importantes plazas italianas durante el verano, como la Piazza del Duomo, en Catania o la Piazza Bra, en Verona. La primera edición tuvo lugar en 1964 y fue transmitida por la RAI. La competición duraba todo el verano y la ronda final siempre tenía lugar en la Arena de Verona después de 3-4 eventos previos por varias ciudades italianas.

## Historia
El Festivalbar nació en 1964 de una idea de Vittorio Salvetti. La medición de las preferencias de la audiencia se realizaba usando las gramolas repartidas por los bares de toda Italia (de ahí el nombre del evento): se aplicó un "contador" a cada dispositivo que detectaba cuántas veces se elegía una canción y, en consecuencia, se reproducía. 
El Festivalbar tenía una única entrega de premios en septiembre, retransmitida por la RAI, que a partir de 1966 y hasta 1982 (con excepciones) será en la Arena de Verona, que se convertirá así en su sede "histórica".
En 1983, con la transición a las cadenas Fininvest (primero en Canale 5, luego en Italia 1 a partir de 1989), el evento cambió su reglamento y formato, inclinándose más a la lógica de las audiencias televisivas y convirtiéndose en un programa itinerante, filmado semanalmente por distintas plazas de Italia. Algunos lugares (como el estadio Alpe Adria en Lignano Sabbiadoro) se convertirán en "históricos", albergando el festival durante muchos años consecutivos. En 1997 se rodaron dos eventos en el estadio de Pula, Croacia. El mecanismo de votación también cambia dada la progresiva desaparición de las gramolas de los bares de los complejos turísticos italianos. El ganador se determinará en función del número de transmisiones de radio y televisión obtenidas y los resultados de las ventas.
La edición de 1986 marca una novedad dentro del ritual habitual, que es el nacimiento del Festivalbar 33 ', o la entrega del mejor 33 rpm (último disco) del verano. Su popularidad y el espacio televisivo que había ganado contribuyeron a hacer del Festivalbar una cita veraniega ineludible. Sirve de lanzadera de la mayoría de los llamados éxitos del verano, y de artistas emergentes gracias también a la introducción, en los últimos años, del premio especial (denominado premio Revelación) para nuevos talentos.
Vittorio Salvetti, creador y durante muchos años único presentador del Festivalbar, falleció en 1998: ese mismo año, la final vuelve a tener lugar en la Arena de Verona. Al año siguiente, su hijo Andrea, ya coanfitrión de las ediciones de 1987 y 1988, se hizo cargo de la producción.
El festival fue decayendo en la década del 2000 hasta su última edición en 2007. La de 2008 se canceló. El artista que más Festivalbar ganó fue Vasco Rossi con tres ediciones en su haber.

## Canciones ganadoras
- 1964: Bobby Solo - "Credi a me"
- 1965: Petula Clark - "Ciao ciao"
- 1966: Caterina Caselli - "Perdono"
- 1967: Rocky Roberts - "Stasera mi butto"
- 1968: Adamo - "Affida una lacrima al vento"
- 1969: Lucio Battisti - "Acqua azzurra acqua chiara"
- 1970: Lucio Battisti - "Fiori rosa fiori di pesco"
- 1971: Demis Roussos - "We Shall Dance"
- 1972: Mia Martini - "Piccolo uomo"
- 1973: Marcella Bella - "Io domani"; Mia Martini - "Minuetto"
- 1974: Claudio Baglioni - "E tu..."
- 1975: Drupi - "Due"; Gloria Gaynor - "Reach Out I'll Be There"
- 1976: Gianni Bella - "Non si può morire dentro"
- 1977: Umberto Tozzi - "Ti Amo"
- 1978: Alunni del Sole - "Liù"; Kate Bush - "Wuthering Heights"
- 1979: Alan Sorrenti - "Tu sei l'unica donna per me"
- 1980: Miguel Bosé - "Olympic Games"
- 1981: Donatella Rettore - "Donatella"
- 1982: Miguel Bosé - "Bravi ragazzi"; Loredana Bertè - "Non sono una signora"; Ron - "Anima"
- 1983: Vasco Rossi - "Bollicine"
- 1984: Gianna Nannini - "Fotoromanza"
- 1985: Righeira - "L'estate sta finendo"[2]
- 1986: Tracy Spencer - "Run to Me"
- 1987: Spagna - "Dance Dance Dance"
- 1988: Scialpi e Scarlett - "Pregherei"
- 1989: Raf - "Ti pretendo"
- 1990: Francesco Baccini & Ladri di Biciclette - "Sotto questo sole"
- 1991: Gino Paoli - "Quattro amici"
- 1992: Luca Carboni - "Mare mare"
- 1993: Raf - "Il battito animale"
- 1994: Umberto Tozzi - "Io muoio di te"
- 1995: 883 - "Tieni il tempo"
- 1996: Eros Ramazzotti - "Più bella cosa"
- 1997: Pino Daniele - "Che male c'è"
- 1998: Vasco Rossi - "Io no"
- 1999: Jovanotti - "Un raggio di sole"
- 2000: Lùnapop - "Qualcosa di grande"
- 2001: Vasco Rossi - "Ti prendo e ti porto via"
- 2002: Ligabue - "Tutti vogliono viaggiare in prima"
- 2003: Eros Ramazzotti - "Un'emozione per sempre"
- 2004: Zucchero - "Il grande Baboomba"
- 2005: Nek - "Lascia che io sia"
- 2006: Ligabue - "Happy Hour"
- 2007: Negramaro - "Parlami d'amore"